# Comuna Popivka, Mankivka
Popivka (în ucraineană Попівка) este o comună în raionul Mankivka, regiunea Cerkasî, Ucraina, formată din satele Filiția și Popivka (reședința).

## Demografie
Componența lingvistică a comunei Popivka
     Ucraineană (96,65%)
     Rusă (2,14%)
     Belarusă (1,2%)
Conform recensământului din 2001, majoritatea populației comunei Popivka era vorbitoare de ucraineană (96,65%), existând în minoritate și vorbitori de rusă (2,14%) și belarusă (1,2%).